# Palau Lavagna
El Palau Lavagna és un edifici situat al centre històric de l'Alguer, concretament a la plaça Civica, que està catalogat entre els Béns Culturals per la Regió Autònoma de Sardenya.

## Descripció
S'aprecien elements neoclàssics a la façana, on hi ha quatre pilastres amb un capitell corinti, amb una cornisa rectangular en prestatges. A la planta baixa hi ha quatre arcs apuntats per pilastres, que enquadren quatre entrades amb finestres rectangulars. L'atri de l'entrada té els sostres decorats i una escala monumental, mentre que les altres entrades porten als magatzems o cellers. Els capitells del primer pis són corintis, enquadrats per quatre balcons de ferro forjat. A la façana es veu un rellotge de sol entre dos balcons, datat el 1866, amb la inscripció "coelestium index". A la segona planta hi ha quatre finestres rectangulars.

## Història
L'edifici va ser construït el 1873 d'estil gòtic català, com es podia apreciar en les dues finestres de la façana, que actualment ja no es veuen.